# Lijst van orthodoxe rabbijnen
Dit is een lijst van beroemde orthodoxe rabbijnen.

## Litwish (Litouws) charedisch
Beroemde leiders van het Litouws jodendom zijn o.a.:

### Vooroorlogs
- De Wilna Gaon (1720-1797), Vilna Gaon

### Naoorlogs
Overleden
Gesorteerd op overlijdensdatum.
- Rabbijn Avraham Yeshayah Karelitz (1878-1953), de Chazon Ish
- Rabbijn Yitzchak Zeev Soloveitchik (1886-1959), de Brisker Rav
- Rabbijn Yaakov Yisroel Kanievsky (1899-1985), de Steipler Gaon
- Rabbijn Moshe Feinstein (1895-1986)
- Rabbijn Shlomo Zalman Auerbach (1910-1995)
- Rabbijn Elazar Menachem Shach (1898-2001),
- Rabbijn Yosef Sholom Eliashiv (1910-2012), Jeruzalem
- Rabbijn Chaim Pinchas Scheinberg (1910-2012)
- Rabbijn Michel Yehuda Lefkowitz (1913-2011)
- Rabbijn Aharon Leib Shteinman (1914-2017)
- Rabbijn Nissim Karelitz (1926-2019)
- Rabbijn Chaim Kanievsky (1928-2022)
- Rabbijn Gershon Edelstein (1923-2023)

## Chassidisch
Het chassidisme ontstond met de Baal Shem Tov en zijn voornaamste leerling, de Maggid van Mezritch. Alle chassidische bewegingen stammen van deze twee geleerden af. Veel chassidische bewegingen stammen af van nog twee op hen volgende rabbijnen, de Noam Elimelech en de Chozeh van Lublin.
De vier rabbijnen waren studenten van elkaar, maar geen familie. Vanuit hun studenten zijn de meeste hedendaagse chassidische bewegingen ontstaan.
- Rabbijn Yisroel ben Eliezer (1698-1760), de Baal Shem Tov of Besht
- Rabbijn Dov Ber, de Maggid van Mezritch
- Rebbe Elimelech van Lizhensk (1717-1786), de Noam Elimelech
- Rebbe Yaakov Yitzchak (1745-1815), de Chozeh van Lublin

### Satmar
De eerste rebbe van Satmar was een leerling van de Chozeh van Lublin. Van de eerste Rebbe Moshe tot Rebbe Yekusiel Yehuda die in 1944 overleed waren alle rebbes zonen van elkaar. Rebbe Yekusiel Yehuda had echter geen zoon, en dus werd rabbijn Joel de nieuwe Rebbe. Ook rabbijn Joel had geen zoon die nog leefde bij zijn dood, en dus werd zijn neef rabbijn Moshe de nieuwe Rebbe. Na het overlijden van Rebbe Moshe in 2006 splitste Satmar op in een beweging met twee rebbes: zijn zonen Rebbe Aharon en Rebbe Zalman Leib, die ieder een aanzienlijke aanhang hebben.
- Rebbe Moshe Teitelbaum van Ujhel (1759-1841), de Yismach Moshe
  - Rebbe Elazar Nissan Teitelbaum van Drobitsch (....-1854)
    - Rebbe Yekusiel Yehuda Teitelbaum van Sighet (1808-1883), de Yetev Lev
      - Rebbe Chananyah Yom Tov Lipa Teitelbaum van Sighet (....-1904), de Kedushas Yom Tov
        - Rebbe Chaim Tzvi Teitelbaum van Sighet (1884-1926), de Atzei Chaim
          - Rebbe Yekusiel Yehuda Teitelbaum van Sighet (1911-1944)

        - Rebbe Joel Teitelbaum (1887-1979), Satmar Rebbe, Satmar Rov, Reb Yoelish
        - Rebbe Moshe Teitelbaum (1914-2006), de Berach Moshe, zoon van de Atzei Chaim (neef van Rebbe Joel)
          - Rebbe Aharon Teitelbaum (1948-)
          - Rebbe Zalman Leib Teitelbaum (1952-)

### Chabad-Lubavitch
De eerste Rebbe van Chabad-Lubavitch was een student van de Maggid van Mezritch. Niet alle rebbes van Chabad-Lubavitch zijn zonen van elkaar. De Tzemach Tzedek was een schoonzoon van zijn oom de "mitteler" rebbe en zoon van een dochter van de alter Rebbe. De zevende Rebbe is ook een schoonzoon van zijn voorganger. Na het overlijden van de zevende rebbe in 1994 heeft Chabad geen nieuwe rebbe aangesteld. De laatste rebbe had ook geen kinderen. Zie voor meer achtergrond het artikel 'Lubavitch'.
- Rebbe Shneor Zalman van Liadi (1745-1812), de Alter Rebbe
  - Rebbe Dovber Schneuri (1773-1827), de Mitteler Rebbe
    - Rebbe Menachem Mendel Schneersohn (1789-1866), de Tzemach Tzedek
      - Rebbe Shmuel Schneersohn (1834-1882)
        - Rebbe Sholom Dovber Schneersohn (1860-1920)
          - Rebbe Yosef Yitzchok Schneersohn (1880-1950)
            - Rebbe Menachem Mendel Schneerson (1902-1994)

### Naoorlogs

#### Overleden
Gesorteerd op overlijdensdatum.
Rebbes
- Rabbijn Joel Teitelbaum (1887-1979), Satmar Rebbe ("Reb Yoelish"), president van de Edah HaChareidis
- Rabbijn Menachem Mendel Schneerson (1902-1994), Lubavitcher Rebbe
- Rabbijn Naftali Tzvi Halberstam (1931-2005), Bobover Rebbe
- Rabbijn Moshe Teitelbaum (1914-2006), Satmar Rebbe, president van de Edah HaChareidis
- Rabbijn Yisroel Dan Taub (1928-2006), Modzitzer Rebbe

Rabbijnen (poskim, dayonim)
- Rabbijn Moshe Halberstam (1932-2006), lid van de Badatz van de Edah HaChareidis

#### Levend
Beroemde levende chassidische leiders zijn o.a.:
Rebbes
- Rabbijn Yissochor Dov Rokeach, Belzer Rebbe
- Rabbijn Aharon Teitelbaum, Satmar Rebbe (betwist)
- Rabbijn Zalman Leib Teitelbaum, Satmar Rebbe (betwist)
- Rabbijn Yisroel Moshe Dushinsky, Dushinsky Rebbe
- Rachmastrivka Rebbe, een in Israël en zijn oom in NY
- Slonimer Rebbe Jeruzalem
- Slonimer Rebbe Bnei Brak
- Vizhnitzer Rebbe Monsey
- Vizhnitzer Rebbe Bnei Brak
- Modzhitzer Rebbe. Na overlijden van de vorige rebbe hebben twee zonen overgenomen.
- Spinka Rebbe. Hiervan zijn er meerdere.
- Skullener Rebbe
- Puppa Rebbe in Williamsburgh
- Shomer Emunim Rebbe
- Toldos Avrohom Yitzchok Rebbe
- Toldos Aharon Rebbe
- Tzanz-Klausenburger Rebbe Een broer in NY en een in Israël
- Tzanz-Tschakave Rebbe
- Pshevorsker Rebbe in Antwerpen
- Biala Rebbe
- Nadvorna Rebbe
- Tosher Rebbe Canada
- Bobover Rebbe Rabbijn Bentzion Halbershtam NY
- Gerrer Rebbe
- Kotzker Rebbe
- Shotzer Rebbe
- Chernobyler Rebbe
- Skverrer Rebbe in New Square NY
- Tshortkover Rebbe
- Bostoner Rebbe
- Aleksander Rebbe
- Karlin-Stolin Rebbe
- Kosover Rebbe
- Lelover Rebbe
- Lutzker Rebbe
- Munkatsher Rebbe in NY
- Naroler Rebbe -overleden
- Rimnitzer Rebbe -overleden
- Ropshitzer Rebbe
- Sadigurer Rebbe in Tel Aviv
- Sassover Rebbe
- Amshinover Rebbe

Rabbijnen (poskim, dayonim)
- Rabbijn Yitzchok Tuvia Weiss, opperrabbijn van de Edah HaChareidisVoormalig lid van het rabbinaat van Machzike Hadas in Antwerpen

## Sefardisch
Overleden
- Rabbijn Jitschak Kadoeri
- Rabbijn Ovadia Yosef

Levend
- Rabbijn Yitzchak Yosef
- Rabbijn shalom cohen
- Rabbijn Shlomo Amar

## Modern-orthodox / Nationaal-religieus / Religieus-zionistisch

### Vooroorlogs
- Rabbijn Awraham Jitschak Kook

### Naoorlogs
Overleden
- Rabbijn Meir Kahane
- Rabbijn Shlomo Goren
- Rabbijn Awraham Shapiro
- Rabbijn Mordechai Eliyahu

Levend
- Rabbijn Yona Metzger

## Nederlandse rabbijnen

### Vooroorlogs
- Rabbijn Dr Benjamin Israel Ricardo
- Rabbijn Abraham Samson Onderwijzer
- Rabbijn Joël Vredenburg
- Rabbijn Simon de Vries

### Naoorlogs
Overleden
- Rabbijn Meir Just (voormalig Opperrabbijn)
- Rabbijn Ies Vorst

Levend
- Chacham-Emeritus Dr Pinchas Toledano
- Rabbijn Raphael Evers
- Opperrabbijn Binyomin Jacobs
- Rabbijn Lody van de Kamp